# Charlie White
Charlie Allen White (Dearborn, Michigan, 24 de outubro de 1987) é um ex-patinador artístico estadunidense. Ele conquistou uma medalha de prata olímpica em 2010 com sua parceira Meryl Davis.

## Principais resultados

### Com Meryl Davis
| Resultados | Resultados        | Resultados        | Resultados        | Resultados       | Resultados      | Resultados       | Resultados      | Resultados      | Resultados    | Resultados    | Resultados    | Resultados    | Resultados    | Resultados    |
| Internacional | Internacional     | Internacional     | Internacional     | Internacional    | Internacional   | Internacional    | Internacional   | Internacional   | Internacional | Internacional | Internacional | Internacional | Internacional | Internacional |
| Evento/Temporada | 2006– 2007        | 2007– 2008        | 2008– 2009        | 2009– 2010       | 2010– 2011      | 2011– 2012       | 2012– 2013      | 2013– 2014      |               |               |               |               |               |               |
| --- | ----------------- | ----------------- | ----------------- | ---------------- | --------------- | ---------------- | --------------- | --------------- | ------------- | ------------- | ------------- | ------------- | ------------- | ------------- |
| Jogos Olímpicos |                   |                   |                   | Medalha de prata |                 |                  |                 | Medalha de ouro |               |               |               |               |               |               |
| Campeonato Mundial | 7.º               | 6.º               | 4.º               | Medalha de prata | Medalha de ouro | Medalha de prata | Medalha de ouro |                 |               |               |               |               |               |               |
| Campeonato dos Quatro Continentes                                                                                     | 4.º               | Medalha de prata  | Medalha de ouro   |                  | Medalha de ouro | Medalha de prata | Medalha de ouro |                 |               |               |               |               |               |               |
| GP Final do Grand Prix                                                                                                |                   |                   | Medalha de bronze | Medalha de ouro  | Medalha de ouro | Medalha de ouro  | Medalha de ouro | Medalha de ouro |               |               |               |               |               |               |
| GP NHK Trophy | 4.º               |                   | Medalha de ouro   | Medalha de ouro  |                 | Medalha de ouro  | Medalha de ouro |                 |               |               |               |               |               |               |
| GP Rostelecom Cup |                   |                   | Medalha de bronze | Medalha de ouro  |                 | Medalha de ouro  |                 |                 |               |               |               |               |               |               |
| GP Skate America |                   | 4.º               |                   |                  | Medalha de ouro | Medalha de ouro  | Medalha de ouro | Medalha de ouro |               |               |               |               |               |               |
| GP Skate Canada International                                                                                         | 4.º               |                   | Medalha de ouro   |                  |                 |                  |                 |                 |               |               |               |               |               |               |
| GP Troféu Eric Bompard                                                                                                |                   | Medalha de bronze |                   |                  |                 |                  |                 |                 |               |               |               |               |               |               |
| Nebelhorn Trophy |                   |                   |                   | Medalha de ouro  |                 |                  |                 |                 |               |               |               |               |               |               |
| Nacional |                   |                   |                   |                  |                 |                  |                 |                 |               |               |               |               |               |               |
| Campeonato dos Estados Unidos                                                                                         | Medalha de bronze | Medalha de prata  | Medalha de ouro   | Medalha de ouro  | Medalha de ouro | Medalha de ouro  | Medalha de ouro | Medalha de ouro |               |               |               |               |               |               |
| Equipes |                   |                   |                   |                  |                 |                  |                 |                 |               |               |               |               |               |               |
| Jogos Olímpicos |                   |                   |                   |                  |                 |                  |                 | 3T/1P           |               |               |               |               |               |               |
| Troféu Mundial por Equipes                                                                                            |                   |                   |                   |                  |                 | 2T/1P            |                 |                 |               |               |               |               |               |               |
| |                   |                   |                   |                  |                 |                  |                 |                 |               |               |               |               |               |               |
| Legenda: GP = Grand Prix; T = Posição da equipe; P = Posição individual; Competição não foi disputada nesta temporada |                   |                   |                   |                  |                 |                  |                 |                 |               |               |               |               |               |               |

#### Até 2006
| Resultados                                                                     | Resultados             | Resultados             | Resultados             | Resultados             | Resultados             | Resultados             | Resultados             | Resultados             | Resultados             | Resultados             | Resultados             | Resultados             | Resultados             | Resultados             |
| Internacional – Júnior                                                         | Internacional – Júnior | Internacional – Júnior | Internacional – Júnior | Internacional – Júnior | Internacional – Júnior | Internacional – Júnior | Internacional – Júnior | Internacional – Júnior | Internacional – Júnior | Internacional – Júnior | Internacional – Júnior | Internacional – Júnior | Internacional – Júnior | Internacional – Júnior |
| Evento/Temporada                                                               | 1997– 1998             | 1998– 1999             | 1999– 2000             | 2000– 2001             | 2001– 2002             | 2002– 2003             | 2003– 2004             | 2004– 2005             | 2005– 2006             |                        |                        |                        |                        |                        |
| ------------------------------------------------------------------------------ | ---------------------- | ---------------------- | ---------------------- | ---------------------- | ---------------------- | ---------------------- | ---------------------- | ---------------------- | ---------------------- | ---------------------- | ---------------------- | ---------------------- | ---------------------- | ---------------------- |
| Campeonato Mundial Júnior                                                      |                        |                        |                        |                        |                        |                        | 13.º                   |                        | Medalha de bronze      |                        |                        |                        |                        |                        |
| JGP JGP Final                                                                  |                        |                        |                        |                        |                        |                        |                        |                        | Medalha de prata       |                        |                        |                        |                        |                        |
| JGP JGP Alemanha                                                               |                        |                        |                        |                        |                        | 8.º                    |                        |                        |                        |                        |                        |                        |                        |                        |
| JGP JGP Andorra                                                                |                        |                        |                        |                        |                        |                        |                        |                        | Medalha de prata       |                        |                        |                        |                        |                        |
| JGP JGP Bulgária                                                               |                        |                        |                        |                        |                        |                        |                        |                        | Medalha de ouro        |                        |                        |                        |                        |                        |
| JGP JGP República Tcheca                                                       |                        |                        |                        |                        |                        |                        | 4.º                    |                        |                        |                        |                        |                        |                        |                        |
| JGP JGP Japão                                                                  |                        |                        |                        |                        |                        |                        | 4.º                    |                        |                        |                        |                        |                        |                        |                        |
| JGP JGP Sérvia                                                                 |                        |                        |                        |                        |                        | 6.º                    |                        | Medalha de bronze      |                        |                        |                        |                        |                        |                        |
| JGP JGP Romênia                                                                |                        |                        |                        |                        |                        |                        |                        | Medalha de bronze      |                        |                        |                        |                        |                        |                        |
| Internacional – Noviço                                                         |                        |                        |                        |                        |                        |                        |                        |                        |                        |                        |                        |                        |                        |                        |
| Helmut Cup                                                                     |                        |                        |                        |                        | Medalha de ouro        |                        |                        |                        |                        |                        |                        |                        |                        |                        |
| Nacional – Júnior                                                              |                        |                        |                        |                        |                        |                        |                        |                        |                        |                        |                        |                        |                        |                        |
| Campeonato dos Estados Unidos                                                  |                        |                        |                        |                        |                        | 7.º                    | Medalha de prata       |                        | Medalha de ouro        |                        |                        |                        |                        |                        |
| Midwestern Sectional                                                           |                        |                        |                        |                        |                        |                        | Medalha de ouro        |                        |                        |                        |                        |                        |                        |                        |
| Nacional – Noviço                                                              |                        |                        |                        |                        |                        |                        |                        |                        |                        |                        |                        |                        |                        |                        |
| Campeonato dos Estados Unidos                                                  |                        |                        | 6.º                    | 6.º                    | Medalha de prata       |                        |                        |                        |                        |                        |                        |                        |                        |                        |
| Midwestern Sectional                                                           |                        |                        | Medalha de bronze      | Medalha de prata       | Medalha de ouro        |                        |                        |                        |                        |                        |                        |                        |                        |                        |
| Eastern Great Lakes Regional                                                   |                        |                        | Medalha de bronze      |                        |                        |                        |                        |                        |                        |                        |                        |                        |                        |                        |
| Nacional – Intermediário                                                       |                        |                        |                        |                        |                        |                        |                        |                        |                        |                        |                        |                        |                        |                        |
| Campeonato dos Estados Unidos                                                  |                        | Medalha de ouro        |                        |                        |                        |                        |                        |                        |                        |                        |                        |                        |                        |                        |
| Eastern Great Lakes Regional                                                   |                        | Medalha de ouro        |                        |                        |                        |                        |                        |                        |                        |                        |                        |                        |                        |                        |
| Nacional – Juvenil                                                             |                        |                        |                        |                        |                        |                        |                        |                        |                        |                        |                        |                        |                        |                        |
| Campeonato dos Estados Unidos                                                  | Medalha de prata       |                        |                        |                        |                        |                        |                        |                        |                        |                        |                        |                        |                        |                        |
| Eastern Great Lakes Regional                                                   | Medalha de ouro        |                        |                        |                        |                        |                        |                        |                        |                        |                        |                        |                        |                        |                        |
|                                                                                |                        |                        |                        |                        |                        |                        |                        |                        |                        |                        |                        |                        |                        |                        |
| Legenda: JGP = Grand Prix Júnior; Competição não foi disputada nesta temporada |                        |                        |                        |                        |                        |                        |                        |                        |                        |                        |                        |                        |                        |                        |

### Individual masculino
| Resultados                                                                     | Resultados             | Resultados             | Resultados             | Resultados             | Resultados             | Resultados             | Resultados             | Resultados             | Resultados             | Resultados             | Resultados             | Resultados             | Resultados             | Resultados             |
| Internacional – Júnior                                                         | Internacional – Júnior | Internacional – Júnior | Internacional – Júnior | Internacional – Júnior | Internacional – Júnior | Internacional – Júnior | Internacional – Júnior | Internacional – Júnior | Internacional – Júnior | Internacional – Júnior | Internacional – Júnior | Internacional – Júnior | Internacional – Júnior | Internacional – Júnior |
| Evento                                                                         | 2002– 2003             | 2003– 2004             | 2004– 2005             | 2005– 2006             |                        |                        |                        |                        |                        |                        |                        |                        |                        |                        |
| ------------------------------------------------------------------------------ | ---------------------- | ---------------------- | ---------------------- | ---------------------- | ---------------------- | ---------------------- | ---------------------- | ---------------------- | ---------------------- | ---------------------- | ---------------------- | ---------------------- | ---------------------- | ---------------------- |
| JGP JGP Estados Unidos                                                         |                        |                        | 7.º                    |                        |                        |                        |                        |                        |                        |                        |                        |                        |                        |                        |
| NACS Waterloo                                                                  |                        |                        | 6.º                    |                        |                        |                        |                        |                        |                        |                        |                        |                        |                        |                        |
| Internacional – Noviço                                                         |                        |                        |                        |                        |                        |                        |                        |                        |                        |                        |                        |                        |                        |                        |
| NACS Lake Placid                                                               |                        | Medalha de prata       |                        |                        |                        |                        |                        |                        |                        |                        |                        |                        |                        |                        |
| NACS Phoenix                                                                   | 5.º                    |                        |                        |                        |                        |                        |                        |                        |                        |                        |                        |                        |                        |                        |
| Nacional                                                                       |                        |                        |                        |                        |                        |                        |                        |                        |                        |                        |                        |                        |                        |                        |
| Campeonato dos Estados Unidos – Júnior                                         |                        |                        |                        | 9.º                    |                        |                        |                        |                        |                        |                        |                        |                        |                        |                        |
| Campeonato dos Estados Unidos – Noviço                                         | 10.º                   | Medalha de bronze      |                        |                        |                        |                        |                        |                        |                        |                        |                        |                        |                        |                        |
| Midwestern Sectionals – Júnior                                                 |                        |                        |                        | Medalha de ouro        |                        |                        |                        |                        |                        |                        |                        |                        |                        |                        |
| Midwestern Sectionals – Noviço                                                 | Medalha de peltre      | Medalha de ouro        |                        |                        |                        |                        |                        |                        |                        |                        |                        |                        |                        |                        |
|                                                                                |                        |                        |                        |                        |                        |                        |                        |                        |                        |                        |                        |                        |                        |                        |
| Legenda: JGP = Grand Prix Júnior; Competição não foi disputada nesta temporada |                        |                        |                        |                        |                        |                        |                        |                        |                        |                        |                        |                        |                        |                        |